# Ghiacciaio Kellogg
Il ghiacciaio Kellogg (in inglese Kellogg Glacier) è un ampio ghiacciaio lungo circa 17 km situato sulla costa di Black, nella parte orientale della Terra di Palmer, in Antartide. Il ghiacciaio, il cui punto più alto si trova circa 744 m s.l.m., è situato in particolare alla base della penisola Condor e fluisce verso sud-est scorrendo lungo il versante settentrionale dello sperone Boyer fino ad unire il proprio flusso a quello del ghiacciaio Gruening, nelle vicinanze della costa nord-occidentale dell'insenatura di Hilton.

## Storia
Il ghiacciaio Kellogg è stato mappato dallo United States Geological Survey (USGS) nel 1974 e così battezzato dal Comitato consultivo dei nomi antartici in onore del geologo Karl S. Kellogg, membro della spedizione dell'USGS nella costa di Lassiter nel 1972-73.